# Verseny-karuta

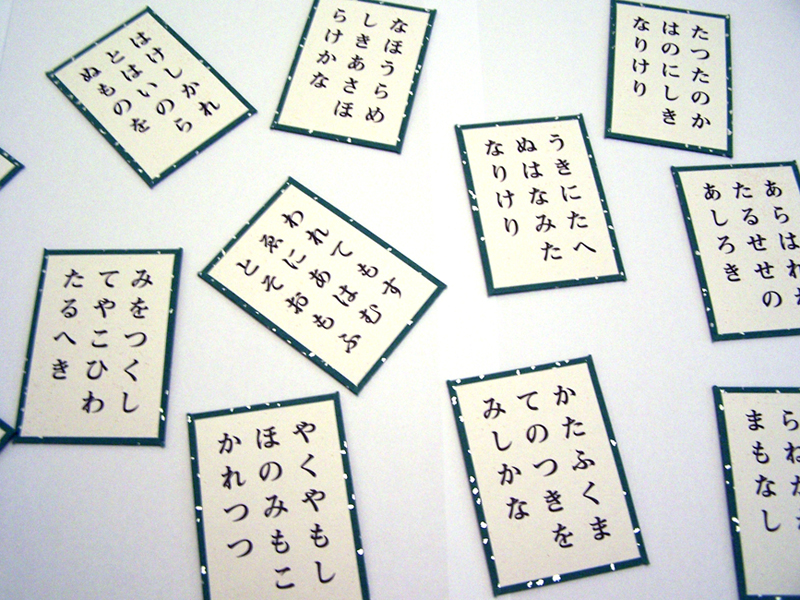
A verseny-karutában használt játékkártyák (torifuda)

A verseny-karuta (japánul: 競技かるた Hepburn-átírással: Kyōgi karuta) egy uta-garuta paklit használó hivatalos japán kártyajáték. Uta-garuta alatt legtöbbször a Hjakunin Issu című versantológia verseit értjük. A játék kivitelezését és szabályait a Japán Karuta Szövetség határozta meg.

## Áttekintés

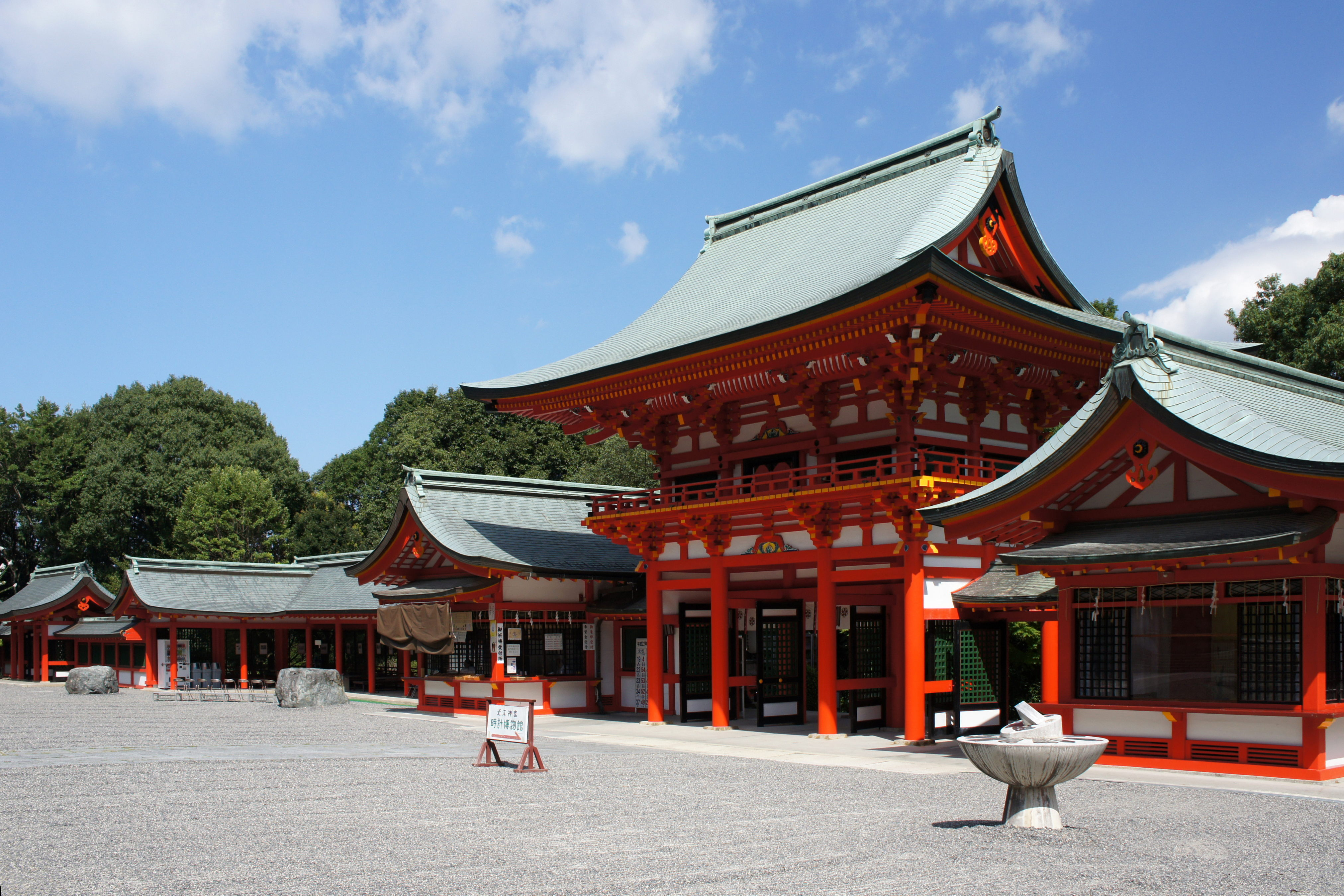
Az Ómi Dzsingú kívülről, ahol az országos versenyt tartják minden január elején.

A verseny-karuta már a 19. század kezdetétől jelen volt, viszont a szabályok területenként eltértek. Az eltérő szabályokat a 20. század elején rendszerezte az újonnan megalapuló Tokiói Karuta Szövetség, majd megrendezték az első verseny-karuta bajnokságot. A szabályokat némiképp módosították azóta.
Először 1934-ben próbálkoztak egy nemzeti szövetség létrehozásával, ez később a Japán Karuta Szövetség megalakulásához vezetett. A szövetség 1955-től tart bajnokságokat férfiaknak, 1957-től pedig már nőknek is.
Ma már a verseny-karutát széles körben játsszák Japánban. Maga a játék egyszerű, versenyzői szinten játszani viszont olyan magas szintű képességeket igényel, mint a gyorsaság és a memória. Ebből kifolyólag Japánban a sportok közé sorolják.
Bár maga a karuta nagyon népszerű Japánban, nagyon kevés verseny-karuta játékos van. Megközelítőleg 10.000 és 20.000 fő közöttire tehető a verseny-karuta játékosok száma Japánban, ebből 2.000-et sorolnak a C fokozatú (vagy 1 danos) fölöttiekhez, akik regisztrálva is vannak a Japán Karuta Szövetségnél.
A japán országos karuta-verseny bajnokságot minden év januárjában az Ómi Dzsingúban tartják (egy sintó szentély), Siga prefektúra Ócu városában. A Meidzsin (mester) címet 1955 óta kapja a férfi győztes kapja, a Queen (királynő) címet pedig a női győztes 1957 óta. Mindkét győztest a Bajnokként ismerik. A hétszeres Bajnokot Örök Mesternek nevezik. A középiskolások számára tartott országos versenyt minden év júliusában tartják.
Az utóbbi időben a játék egyre több nemzetközi játékost szerzett. 2012 szeptemberében zajlott az első nemzetközi bajnokság, a játékosok Amerikából, Kínából, Dél-Koreából, Új-Zélandból és Thaiföldről érkeztek.

## Karuta kártyák

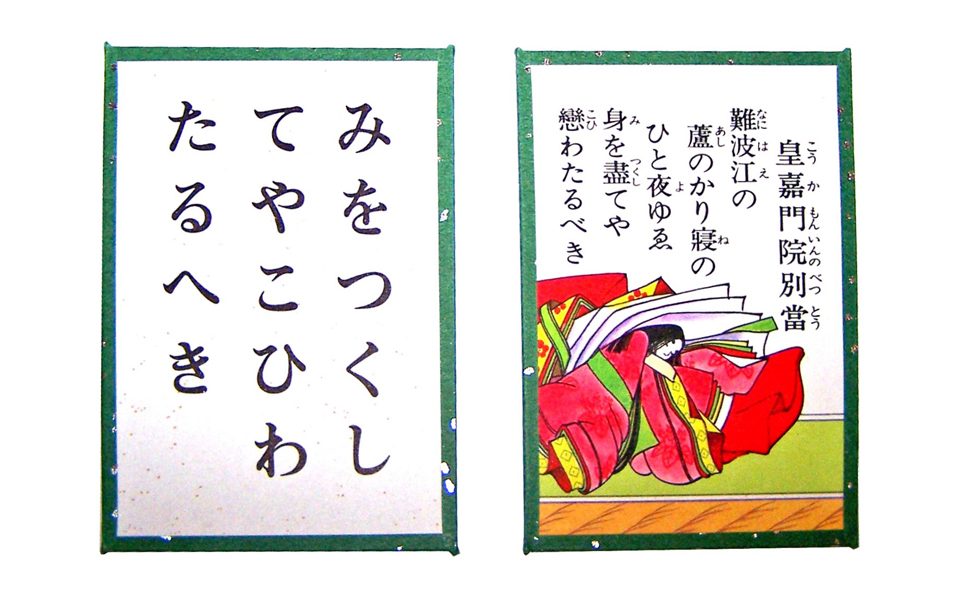
Példa egy modern Uta-garuta kártyapárra. A játékkártya a bal oldalon, az olvasókártya a jobb oldalon.

A kártyákra a Hjakunin Issu 100 versét nyomtatják. Két féle pakli van a karutában:
- Jomifuda (olvasókártya); 100 kártya, rajtuk a költő fametszete és a teljes tanka vers (5-7-5-7-7 szótagból áll).
- Torifuda (játékkártya); 100 kártya, rajtuk a tanka versek utolsó két sora (az utolsó 7-7-es sor).

## Szabályok
A verseny-karuta egy az egy elleni játék, amit egy olvasó (recitáló) és egy bíró segít. Minden hivatalos meccsen az Oisi Tengudo által gyártott kártyákat használják.
Mindkét játékos véletlenszerűen húz 25 játékkártyát a 100-ból, majd lerakja őket 3 sorba a saját térfelén. A játékos térfele 87 cm széles és 3 cm választja el őt az ellenfél térfelétől. A játékosoknak 15 perce van, hogy memorizálják az összes mezőn lévő kártyát, amiből az utolsó 2 percet használhatják fel arra, hogy gyakorolják a csapásukat a kártyákra (megérinteni nem szabad őket).
A játék az olvasó bevezető versével kezdődik, ami nem tartozik a 100 vers közé. Ez a bevezető olvasás elősegíti a játékosokat abban, hogy hozzászokjanak az olvasó hangjához és az olvasás ritmusához. Csak ezt követően kezd olvasni az olvasókártyákból. Ebből a 100 kártyából 50 a játékmezőn van, míg a maradék 50 karafuda, tehát felolvassák, de a játékosoknak figyelniük kell, nehogy hozzáérjenek valamelyik kártyához, ugyanis hibának számít.
Az a játékos, aki először érinti meg a megfelelő játékkártyát, kiveszi a játékból azt. Ha a játékos az ellenfél térfeléről vesz el egy kártyát átküldhet egyet a saját kártyái közül. Ha mindkét játékos egyszerre ér az adott kártyához, azé a játékosé lesz, akinek a térfelén volt.
Ha a „húzás szerencséjén” múlik a meccs, vagyis mindkét játékosnál már csak 1 lap van, a leghatékonyabb megoldás, ha megvédik a saját térfelükön lévő lapot.
Az a játékos nyer, akinek hamarabb elfogy az összes kártya a térfeléről.
Egy egyszerű gyakorlásnál nincs bíró, a két fél kölcsönösen figyeli egymást, hogy betartja-e a másik a szabályokat. A hivatalos verseken is legfeljebb 1-2 bíró figyeli az összes versenyzőt és csak akkor kérik ki a véleményüket a játékosok, ha nem tudják ki volt a gyorsabb.

### Otecuki (Hibák)
- Nem számít hibának, ha ugyanazon a térfélen másik kártyához ér valaki, ahol a megfelelő kártya van.[2] Ebből kifolyólag a játékosok az adott kártya környékén lévő kártyákat is elüthetik.
- Büntetés jár akkor, ha rossz térfélen ér hozzá egy kártyához valaki. Ilyenkor az ellenfél átküld egy kártyát a saját térfeléről a hibázó játékosnak.
- Ha egy játékos hozzáér valamelyik laphoz egy karafuda felolvasásakor, 1 kártyát kap büntetésből.

Dupla hiba
- Dupla hibának számít, ha egy játékos megérint egy kártyát az ellenfél területén, miközben az ellenfél hozzáér a jó kártyához a játékos saját oldalán, ezt 2 kártyával büntetik.
- Dupla hibának számít, ha egy játékos karafuda esetén mindkét oldalon hozzáér valamelyik kártyához, ezt 2 kártyával büntetik.

A kártyák elrendezését bármikor meg lehet változtatni a játék alatt (csak a saját területen), viszont a túlzott átrendezéseket sportszerűtlenségnek tartják.

## A játék jellemzői
A tapasztaltabb karuta játékosok megtanulják mind a 100 tanka verset és a kártyák elhelyezését a meccs elején. A kártyák helye többször is változhat a meccs folyamán.
7 olyan vers van, ami egy szótagos (Mu, Szu, Me, Fu, Sza, Ho, Sze) és 86 vers, ami 3 szótagos. Példaként: 3 kártya kezdődik a 'Csi' szótaggal, ez a "Csihajafuru", "Csigirikina" és a "Csigiriokisi", tehát a játékosoknak azonnal reagálniuk kell, amint meghallják az eltérő részét a versnek, ez az úgy nevezett kimaridzsi. A kimaridzsik folyamatosan változnak, ahogy a meccs folyamán kiesnek a hasonló szótaggal kezdetű versek. Ebből kifolyólag szükséges a gyors gondolkodás, reakció idő és a fizikai gyorsaság. Egy átlagos karuta játék körülbelül 90 percig tart, beleszámítva a 15 perces memorizálási időt. Egy országos versenyen a győztes általában 5-7 meccset játszik.
A versenyen próbára teszik a játékosok mentális és fizikális tűrőképességét. Azt állítják, hogy akár 2 kg-ot is veszíthet a versenyző a meccsek alatt.

## Hivatalos játékok
- Egyéni meccs

Az egyéni versenyeket a fokozatok (danok) szerint csoportosítják. A sorolás a következő:
A fokozat; 4 dan és fölötte
B fokozat; 2 vagy 3 dan
C fokozat; 1 dan
D fokozat; haladó
E fokozat; kezdő
Ahhoz, hogy a játékos magasabb szintű versenyeken is részt vehessen, ahhoz megfelelő dant kell szereznie. Ezt úgy teheti meg, ha a szövetség által előírt rendszerben elég eredményt ér el az alsóbb szintű versenyeken. Ugyanakkor a játékosnak be kell regisztrálnia egy szövetséghez hivatalos tagként, ha C fokozatúnál magasabb versenyre kíván benevezni.
Körülbelül 50 hivatalos verseny van évente, amiket beszámítanak a dan rangsoroláskor.
A helyi versenyek esetenként eltérhetnek ettől a besorolási rendszertől, vagy magától a verseny formájától. Vannak olyan versenyek, amiket kor vagy iskolai évfolyam szerint sorolnak. A hivatalos versenyekre való nevezés kortól és nemtől függetlenül ingyenes, de néhány verseny korlátozhatja a nevezők korosztályát, nemét és fokozatát.
- Csoportos verseny

A csoportos verseny kivitelezése eltér az egyénitől, ugyanakkor ezen belül is versenyenként különböznek a szokások. Példaként egy általános versenyen 5-8-as csapatokban játszanak és a csapatok döntik el a játékosok sorrendjét minden egyes meccsnél.

## Feldolgozásai a médiában
A hivatalos versenyeket gyakran feldolgozzák a média, de számos dorama, anime és manga története forog a verseny-karuta körül.
- Anime

Csihajafuru
Csójaku Hjakunin Issu: Uta Koi
- Manga

Szaecugu Juki - Csihajafuru
Takesita Kendzsiró – Karuta (manga)
Koszaka Mariko – Manten Irohakomacsi
- Dorama

NHK General TV - Karuta Queen

## Lásd még
- Hjakunin Issu - a versantológia, amit a kártyákra nyomtatnak.

## Fordítás
- Ez a szócikk részben vagy egészben  a   Competitive karuta című angol Wikipédia-szócikk ezen változatának fordításán alapul.  Az eredeti cikk szerkesztőit annak laptörténete sorolja fel. Ez a jelzés csupán a megfogalmazás eredetét és a szerzői jogokat jelzi, nem szolgál a cikkben szereplő információk forrásmegjelöléseként.